# NGC 2697
NGC 2697 is een spiraalvormig sterrenstelsel in het sterrenbeeld Waterslang. Het hemelobject werd op 24 januari 1851 ontdekt door de Ierse astronoom William Parsons.

## Synoniemen
- MCG 0-23-11
- ZWG 5.27
- IRAS 08524-0247
- PGC 25029